# Clastoptera ovata
Clastoptera ovata är en insektsart som beskrevs av Doering 1929. Clastoptera ovata ingår i släktet Clastoptera och familjen Clastopteridae. Inga underarter finns listade i Catalogue of Life.